# Turbo (кнопка)

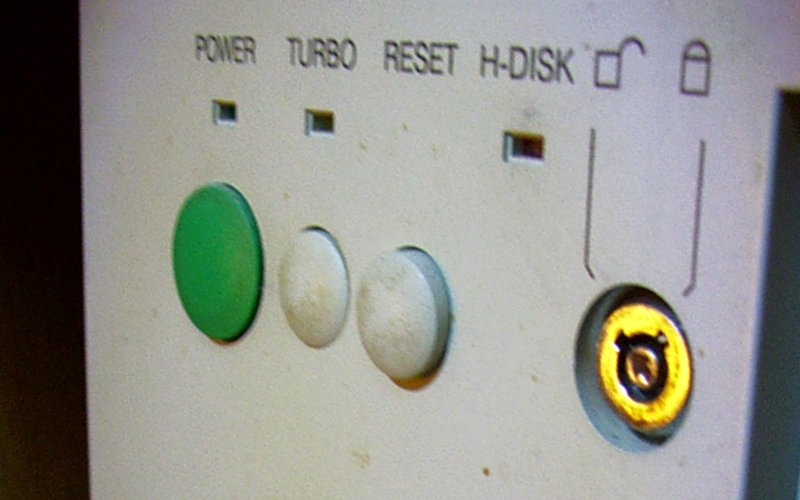
Кнопки корпуса, включая кнопку турбо.

Турбо-кнопка - кнопка, характерная для IBM-PC-совместимых компьютеров, позволяющая переключать частоту процессора между нормальной и пониженной.
Её название происходит от турбокомпрессора — устройства, увеличивающего производительность двигателя.

## Назначение
Турбо-кнопка присутствовала в большинстве компьютеров IBM с процессорами новее Intel 8088. Причиной этому были особенности программного обеспечения, которое могло обращаться к частоте процессора (обычно 4,77 МГц) для выполнения программы за точное время. После появления более быстрых процессоров некоторые программы стали выполняться слишком быстро. Например, в компьютерные игры из-за этой особенности было невозможно играть. Поэтому для замедления работы процессора была добавлена кнопка «турбо». При нажатии на кнопку частота процессора снижается для работы с более старыми программами.
Эта кнопка была не на всех компьютерах, чаще всего она встречалась в системах с процессорами Intel моделей 80286, 80386 и 80486. Реже встречалась в системах с процессорами Intel моделей Pentium. После окончания производства систем на базе процессоров 8088, создатели программного обеспечения стали использовать другие методы учёта времени в процессе работы программы. В конце 90-х — начале 2000-х годов кнопка перестала появляться на корпусах системных блоков.
Некоторые компьютеры поддерживали сочетания клавиш Ctrl Alt + и Ctrl Alt - для включения и выключения турбо-режима. На системном блоке также иногда был светодиодный индикатор турбо-режима и текущей тактовой частоты.

## Программные реализации
Одним из примеров программной реализации кнопки является DOSBox, предлагающий функциональность турбо-кнопки с изменяемой тактовой частотой. Современные компьютеры, поддерживающие интерфейс ACPI, могут обеспечить программное переключение режимов работы процессора.

## Клавиша Turbo на клавиатуре

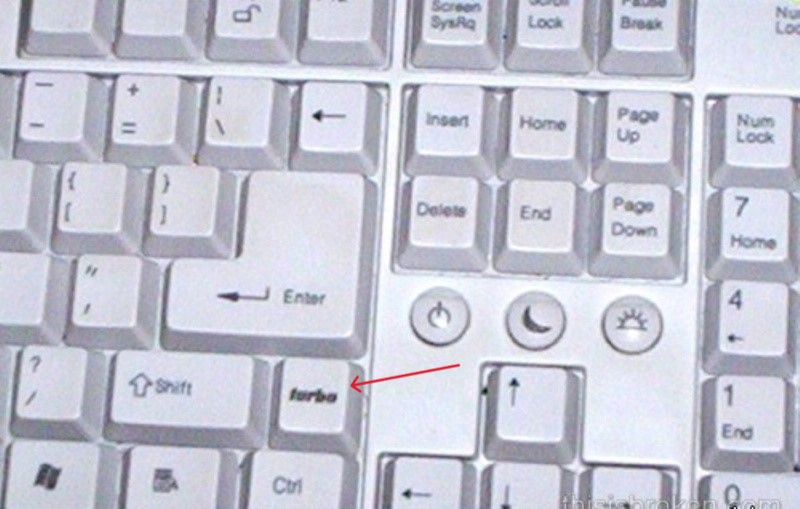
Пример исполнения кнопки «Turbo» на клавиатуре

Некоторые клавиатуры также имели клавишу «Turbo». Располагалась она, как правило, рядом с правой клавишей ⇧ Shift. В отличие от турбо-кнопки на корпусе, эта кнопка не регулировала частоту процессора, а отвечала за скорость повтора нажатия клавиши при удержании.